# Litva
Litva (lit. Lietuva) je država na sjeveroistoku Europe, na obali Baltičkog mora. Graniči na sjeveru s Latvijom, na jugoistoku s Bjelorusijom, na jugu s Poljskom te na jugozapadu s Rusijom (tj. ruskim teritorijem (eksklavom) Kalinjingradska oblast).
Litva je najveća baltička država. U srednjem vijeku bila je jedna od najmoćnijih država istočne Europe. Tijekom 15. stoljeća bila je u savezu s Poljskom što se danas vidi po vjerskom sastavu – Litva je jedina baltička država u kojoj su stanovnici najvećim dijelom rimokatolici. Za razliku od ostalih baltičkih država bila je usmjerena prema svojoj unutrašnjosti, a ne prema obali. Kako je imala dosta poljoprivrednoga tla Litavci su se najviše bavili poljoprivredom. Preko litavskoga teritorija vodi i kopneni put iz Rusije u eksklavu Kalinjingrad što Litvi daje geoprometnu važnost.
Od 1. svibnja 2004. Litva je članica Europske unije. Osim toga, članica je Europskog vijeća, NATO-a i Ujedinjenih naroda.

## Povijest Litve
Prvi Litavci su pripadali većoj skupini naroda koje zovemo Baltički narodi. Skupina ovih naroda (Zemgali,  Seli, Kurši i Žemaiti) su se stopili u današnje Letonce i Litavce, dok je druga skupina (Prusi, Skalvi i Galindijci) nestala. Baltički narodi nisu bili pod direktnim kulturnim utjecajem Antičkog Rima, ali su trgovinom održavali kulturnu razmjenu (Jantarni put). Prvi spomen naroda Litavaca zabilježen je u analima samostana u Quedlinburgu, 14. veljače 1009. godine.
Litavska država je nastala sredinom 13. stoljeća kada su se razna litavska plemena ujedinila pod vodstvom Mindaugasa. Njegovi nasljednici su vladali Litvom kao velike vojvode pa se država i zvala Veliko vojvodstvo Litva. U 14. stoljeću litavski veliki vojvoda Gediminas je uspješnom vojnom politikom proširio granice Litve čime je stvoreno veliko gospodarstvo koje je dominiralo velikim dijelom istočne Europe sve do 16. stoljeća. Godine 1386. litavski vojvode postali su i kraljevi Poljske. Sljedeća četiri stoljeća te dvije države su dijelile istu povijesnu sudbinu.
Litva se 1569. god. ujedinila s Poljskom u tzv. Lublinsku uniju. Otada je Litva bila podređena jedinica unutar poljsko-litavske državne tvorevine. Tako je ostalo sve do tzv. Treće podjele Poljske 1795. god. kada je veći dio Litve pripao Ruskom Carstvu, kojemu je 1815. god. pripojeno i područje na lijevoj obali Njemena (osim Klaipėde). U razdoblju od 1864. do 1905. godine u Litvi se intenzivno provodio proces rusifikacije litavskog stanovništva. Ipak, na početku 20. stoljeća došlo je do procvata litavskog nacionalnog osjećaja. Za vrijeme okupacije Njemačkog Carstva za vrijeme Prvog svjetskog rata, došlo je do proglašenja neovisnosti Republike Litve (1918.) koja je odmah stupila u rat sa sovjetskom Rusijom.
Godine 1922. međunarodni položaj Litve je učvršćen kada su je priznale najutjecajnije svjetske države. Litva je u sukobu s Poljskom zbog Vilniusa koji je Litva zauzela 1920. godine, ali i s Njemačkom zbog Memela koji je Litva zauzela 1923. godine. U razdoblju do 1926. godine Litva je bila demokratska država u kojoj su redovito održavani parlamentarni izbori. No, 1926. godine u Litvi je izvršen vojni udar koji je djelomično dokinuo demokratska načela.
Odmah nakon početka Drugog svjetskog rata (1939.) Memel je zaposjela nacistička Njemačka, a paktom između Hitlera i Staljina iz 1939. godine Litva je ušla u sovjetsku interesnu sferu. Sporazumom o uzajamnoj pomoći sa SSSR-om, od 3. listopada 1939. god., u Vilniusu (koji je vraćen Litvi) smješten je sovjetski vojni garnizon.
U lipnju 1940. SSSR je ultimativno zatražio od Litve osnivanje nove litavske vlade koja je trebala biti prijateljska Sovjetskom Savezu. Odmah nakon toga sovjetska vojska je ušla u Litvu i okupirala je pa je litavska vlada bila prisiljena pristati na osnivanje Litavske SSR kao savezne jedinice u sastavu SSSR-a. U razdoblju od 1941. do 1944. Litva je bila pod okupacijom nacističke Njemačke te je razdoblje obilježeno Holokaustom u Litvi koji je do danas kontroverzna društvena tema. Godine 1944. ponovno ju je zauzela sovjetska vojska i priključila SSSR-u. Tada je započeo proces nacionalizacije privredne imovine i kolektivizacije gospodarstava.
Tek je dolaskom Mihaila Gorbačova na čelo sovjetske KP sredinom 1980-ih započela liberalizacija sovjetskog režima u svim republikama SSSR-a, pa tako i u Litvi. Nakon gotovo polustoljetne sovjetske vlasti, u Litvi su u listopadu 1988. god. izbile masovne demonstracije s temeljnim zahtjevom za neovisnost. Politička struja okupljena u Nacionalnom pokretu Sajudis dobila je većinu u litavskom parlamentu, a predsjednikom države je postao Vytautas Landsbergis.
Dana 11. ožujka 1990. godine parlament je proglasio neovisnost Litve, na što je Moskva odgovorila vojnom blokadom, ali je 1991. godine ipak bila prinuđena priznati njezinu neovisnost.

## Litavski političari
- Gitanas Nausėda, aktualni predsjednik Litve, u službi od 2019.

- Vytautas Landsbergis, prvi predsjednik neovisne Litve nakon raspada SSSR-a i zastupnik Litve u Europskom parlamentu od 2004. do 2014.[1]

## Upravna podjela
Današnja administrativna podjela Litve nastala je 1994. a promijenjena 2000. godine.
Najveća jedinica upravne podjele Litve je okrug (litavski: apskritis), Litva se sastoji od deset okruga. Svaki okrug sastoji se od općine (litavski: savivaldybė) kojih ima 60, dok se svaka općina sastoji od nekoliko seniūnija kojih u Litvi ima 500. Okruzi nose nazive središta okruga tako Okrug Klaipėda je dobila ime po glavnome gradu oblasti Klaipėdi.

## Veći gradovi u Litvi
- Vilnius
- Kaunas
- Klaipėda
- Šiauliai
- Panevėžys
- Palanga
- Nida
- Šventoji
- Druskininkai

## Sportaši iz Litve

### Košarkaši
- Arvydas Sabonis, igrač i suvlasnik Žalgirisa iz Kaunasa.
- Ramūnas Šiškauskas, igrač CSKA Moskve.
- Kšištof Lavrinovič, igrač Montepaschi Siene.
- Šarūnas Jasikevičius, igrač Panathinaikosa.

## Poveznice
- Litavsko-bjeloruska SSR
- Promet Litve

## Vanjske poveznice
- Litva - nova članica EU-a  Arhivirana inačica izvorne stranice od 15. prosinca 2005. (Wayback Machine)

| Portal:Europa | Portal:Europa |

### Ostali projekti
|  | Zajednički poslužitelj ima stranicu o temi Litva    |
|  | Zajednički poslužitelj ima još gradiva o temi Litva |
|  | Zajednički poslužitelj sadrži atlas Litve           |